# هناك شخص ما داخل منزلك
هناك شخص ما داخل منزلك (بالإنجليزية: There's Someone Inside Your House)‏ هو فيلم تقطيع أمريكي لعام 2021 من إخراج باتريك برايس وبطولة سيدني بارك وثيودور بيليرين.تم عرض الفيلم على نتفليكس في 2021.